# Grönlandausschuss (1925–1964)
Der Grönlandausschuss (dänisch Grønlandsudvalg) war ein Parlamentsausschuss des dänischen Rigsdags (1925–1953) bzw. des Folketings (1953–1964).

## Geschichte

### Gründung
Der Grönlandausschuss wurde in Zusammenhang mit der Verwaltungsreform von 1925 gegründet. Die gesetzliche Grundlage findet sich im am 2. April 1925 akzeptierten Gesetz zu Grønlands Styrelse. Dort heißt es in § 7, dass nach jeder Folketingswahl acht Abgeordnete in den zum Rigsdag gehörenden Ausschuss gewählt werden sollen, vier aus dem Landsting und vier aus dem Folketing. Die Aufgabe des Ausschusses war die Stellungnahme zu sämtlichen Angelegenheiten, die Bedeutung für Grönland haben. Einmal jährlich sollte der Ausschuss einen Jahresbericht zu den Verhältnissen in Grönland und dem Handels- und Verwaltungswesen abgeben.

### Verhandlungen von 1939
Im März 1938 forderte der dänische Abgeordnete Victor Pürschel von Det Konservative Folkeparti die Gründung einer grönländisch-dänischen Kommission, um den Status der grönländischen Bevölkerung, den grönländisch-dänischen Lohnunterschied, den Dänischunterricht und die mögliche Öffnung des Landes für private dänische Kaufleute zu diskutieren. Die Idee stieß auf Widerstand, aber die Konservativen pochten im Oktober 1938 noch einmal auf die Notwendigkeit einer solchen Kommission. Schließlich genehmigte Staatsminister Thorvald Stauning die Behandlung der Themen innerhalb des Ausschusses, wobei extern vier Grönländer den Verhandlungen beiwohnen sollten. Es war damals äußerst bemerkenswert, dass Grönländer an dänischen Verhandlungen zu grönländischer Politik teilnehmen sollten. Der Direktor von Grønlands Styrelse, Knud Oldendow, wies Grønlands Landsråd 1939 an, diese vier Personen zu ernennen. Im Juli 1939 reisten somit Gerhard Egede, Augo Lynge, Frederik Lynge und Jens Olsen nach Kopenhagen, wo sie ab dem 1. August gemeinsam mit dem Ausschuss diskutierten. Am 1. September 1939 brach der Zweite Weltkrieg aus, weswegen die Verhandlungen hastig abgeschlossen werden mussten, damit gewährleistet werden konnte, dass die vier Grönländer zurück nach Grönland gelangen konnten. Die Verhandlungen endeten am 7. September, ohne dass ein Gutachten veröffentlicht wurde. Am 9. September konnten die vier Grönländer abreisen.
Die Verhandlungen verliefen stark unter dänischen Prämissen und das Mitspracherecht der grönländischen Teilnehmer war eher begrenzt. Behandelte Themen waren unter anderem Rohstoffabbau, Fischerei, Landwirtschaft, die Öffnung des Landes und das innergrönländische Verkehrswesen. Eine bedeutende Rolle spielte zudem der Status der grönländischen Sprache. Hier zeigte sich große Uneinigkeit sowohl unter den dänischen als auch unter den grönländischen Vertretern. Während Frederik Lynge und Jens Olsen die grönländische Sprache für kulturtragend hielten, meinte Augo Lynge, dass Fortschritt nur erlangt werden könne, wenn Grönländer Dänisch lernen würden, und meinte, dass Grönländisch eine zum Aussterben verurteilte Sprache sei. Auch die Dänen waren gleichermaßen geteilter Meinung. Letztlich sprach sich der Ausschuss für mehr Dänischunterricht und gegen die Öffnung des Landes, aber für mehr Kontakt mit dem Ausland aus.

### Verhandlungen von 1946
Nach Kriegsende hatte sich einiges in Grönland getan. Das Land war durch die Trennung der Verbindung zu Dänemark und durch den Einfluss der USA mit moderneren Verhältnissen konfrontiert worden und der Wunsch nach Veränderungen war größer geworden. 1945 einigte sich Grønlands Landsråd auf eine Liste mit Veränderungswünschen für die Zukunft, die mit Dänemark diskutiert werden sollten.
Somit wurden 1946 Verhandlungen mit dem Ausschuss durchgeführt, denen erneut Grönländer beiwohnen durften. Diesmal wurden Gerhard Egede, Jørgen Chemnitz, Hans Lynge, Peter Nielsen, Augo Lynge und Frederik Lynge als grönländische Vertreter ernannt. Die Verhandlungen begannen am 16. Januar 1946 und die Tagesordnung war nach grönländischen Wünschen gestaltet worden. Diese wünschten unter anderem die Vereinigung von Nordgrönland und Südgrönland, aber zuvor hatte Knud Oldendow die dänischen Vertreter genau davor gewarnt, da er der Meinung war, dass eine Zentralisierung in Grönland zur Folge hätte, dass durch die Stärkung des Nationalgefühls auch die Wünsche nach grönländischer Unabhängigkeit wachsen würden, was Dänemark verhindern wollte. Einzig Frederik Lynge war auf grönländischer Seite auch der Meinung, dass Grönland zweigeteilt bleiben sollte. Schließlich wurde beschlossen, dass Grönland weiterhin zweigeteilt bleiben sollte, aber alle zwei Jahre beide Landesräte eine gemeinsame Sitzung abhalten können dürften. Letztlich wurden die bedeutendsten grönländischen Wünsche abgelehnt, der größere Teil jedoch akzeptiert, unter anderem die Einführung von Direktwahlen, die mögliche Einführung des Frauenwahlrechts und wirtschaftliche Verbesserungen. Im Juni 1946 wurde das Ergebnis der Verhandlungen dem Landesrat präsentiert, wobei die grönländischen Vertreter wohl recht zufrieden mit dem Ergebnis waren.
Das Ergebnis der Verhandlungen führte jedoch anschließend zu Unzufriedenheit, die schließlich 1948 in der Gründung der Grønlandskommission resultierte, die in der großen Reform von 1950 resultierte, die die Entwicklung in Grönland für die nächsten 25 Jahre entscheidend prägte.

### Dauerhafte grönländische Teilnahme
Grönland hatte bis 1950 bis auf die zwei Verhandlungen von 1939 und 1946 keinerlei Einfluss auf die im Ausschuss diskutierten Themen. 1950 erhielt der Landesrat das Recht, zwei grönländische Beisitzer für den Ausschuss zu ernennen. Als Grönland 1953 dekolonisiert wurde und zwei Sitze im Folketing erhielt, durften die zwei grönländischen Vertreter gleichwertig mit den dänischen acht Folketingsabgeordneten an den Ausschussverhandlungen teilnehmen.

### Auflösung
Die aus der Grønlandskommission folgende G50-Politik sollte nach zehn Jahren evaluiert und angepasst werden. Zu diesem Zweck wurde der Grønlandsudvalg von 1960 gebildet, der 1964 seine Arbeit beendete. Eine der Empfehlungen war die Abschaffung des Grönlandausschusses in seiner aktuellen Form. Stattdessen sollte ein Gremium gegründet werden, in dem Dänen und Grönländer gleichermaßen verteilt vertreten waren und eine Beraterfunktion für die Grönlandpolitik auf Basis dänischer und grönländischer Interessen einnehmen sollte. Somit wurde noch im selben Jahr der Grønlandsrådet eingeführt. Im Folketing existiert seither weiterhin ein Grönlandausschuss, der aber ein gewöhnlicher Parlamentsausschuss ohne externe grönländische Teilnahme ist.

## Mitglieder
Folgende Personen gehörten dem Ausschuss an:

### 1925 bis 1950
- 1925–1945: Jens Sørensen Vanggaard
- 1925–1939: Mads Degnbol
- 1925–1934: Jens Peter Olufson
- 1925–1935: Peder Kammersgaard
- 1925–1939: Victor Pürschel
- 1925–1945: Heinrich Oscar Ellinger
- 1925–1929, 1935–1937: Carl Theodor Zahle
- 1925–1942: Thorvald Povlsen
- 1929–1935, 1937–50: Oluf Steen
- 1934–1945: Hans Rasmussen
- 1935–1937: Vilhelm Rasmussen
- 1937–1950: Therkel Hauberg
- 1939–1940, 1945–1950: Halfdan Hendriksen
- 1939–1950: Søren Stegger Nielsen
- 1940–1947: Carl August Westermann
- 1943–1945: Kristian Nygaard
- 1945–1947: Vilhelm Buhl
- 1946–1947: Jens Christian Jensen-Broby
- 1946–1950: Lisbet Hindsgaul
- 1945–1950: Aksel Larsen
- 1947–1950: Julius Bomholt
- 1947–1948: Knud Kristensen
- 1948–1950: Simon From

### 1950 bis 1953
- 1950–1953: Oluf Steen
- 1950–1953: Halfdan Hendriksen
- 1950–1953: Søren Stegger Nielsen
- 1950–1953: Lisbet Hindsgaul
- 1950–1953: Simon From
- 1950–1953: Victor Gram
- 1950–1953: Hans Hedtoft
- 1950–1953: Hans Christian Svane Hansen
- 1950–1951:  Peter Nielsen
- 1950–1951:  Jørgen Chemnitz
- 1952–1953:  Frederik Lynge
- 1952–1953:  Augo Lynge

### 1953 bis 1964
- 1953–1964: Oluf Steen
- 1953–1954: Therkel Hauberg
- 1953–1957: Halfdan Hendriksen
- 1953–1964: Lisbeth Hindsgaul
- 1953–1964: Simon From
- 1953–1962: Victor Gram
- 1953–1960: Carl Peter Jensen
- 1953–1964: Erik Eriksen
- 1954–1964: Peter Nielsen
- 1957–1964: Erik Ninn-Hansen
- 1960–1964: Wilhelm Dupont
- 1962–1964: Knud Axel Nielsen
- 1953–1957:  Frederik Lynge
- 1953–1959:  Augo Lynge
- 1957–1960:  Elias Lauf
- 1959–1964:  Nikolaj Rosing
- 1960–1964:  Mikael Gam (nicht teilgenommen)